# Џејхан Одлум Смит
Џејхан Џамо Одлум Смит (енгл. Jayhan Jamaud Odlum-Smith; Кастриз, 11. јануар 2002) сентлушански је пливач чија специјалност су спринтерске трке делфин стилом.

## Спортска каријера
Прво велико такмичење на ком је наступио било је светско првенство у Будимпешти 2017. где се такмичио у тркама на 50 делфин (67) и 50 леђно (48. место). Годину дана касније учествовао је и на светском првенству у малим базенима у кинеском Хангџоуу. Исте године је учествовао на првенствима Кариба и Централне Америке где је освојио и прве сениорске медаље у каријери.
На светском првенству у корејском Квангџуу 2019. такмичио се у две дисциплине: 50 делфин (63) и 100 делфин (55. место).